# Auboué

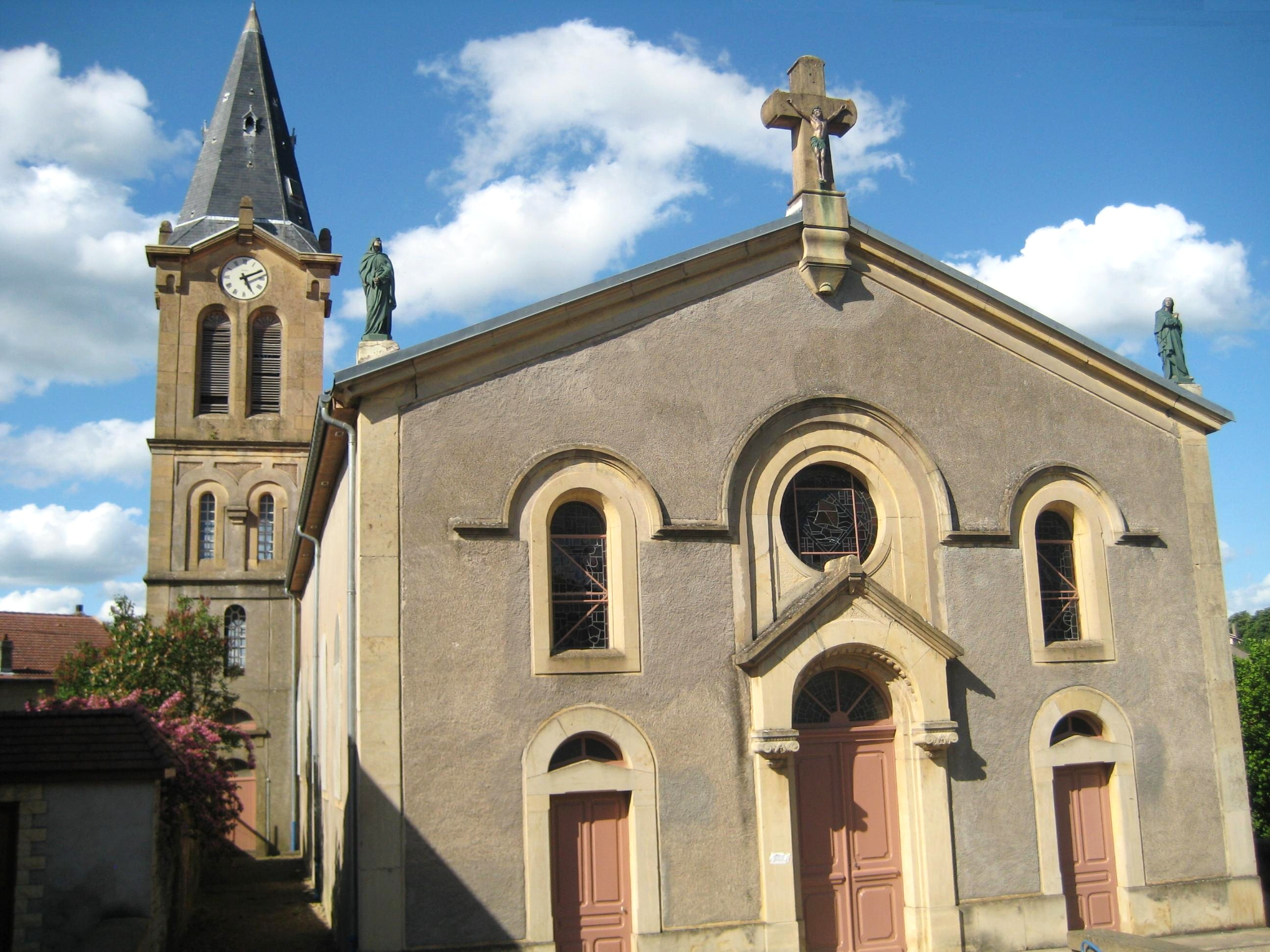
Kościół św. Jana Chrzciciela (2009)

Auboué – miejscowość i gmina we Francji, w regionie Grand Est, w departamencie Meurthe i Mozela.
Według danych na rok 1990 gminę zamieszkiwały 3192 osoby, a gęstość zaludnienia wynosiła 703 osób/km² (wśród 2335 gmin Lotaryngii Auboué plasuje się na 135. miejscu pod względem liczby ludności, natomiast pod względem powierzchni na miejscu 1051.).

## Populacja

Populacja Auboué w latach 1962–2008